# Соверия
Соверия (фр. Soveria, корс. Soveria) — коммуна во Франции, находится в регионе Корсика. Департамент коммуны — Верхняя Корсика. Входит в состав кантона Голо-Морозалья. Округ коммуны — Корте.
Код INSEE коммуны — 2B289.

## Население
Население коммуны на 2008 год составляло 110 человек.
| 1962 | 1968 | 1975 | 1982 | 1990 | 1999 | 2008 |
| ---- | ---- | ---- | ---- | ---- | ---- | ---- |
| 69   | 70   | 55   | 55   | 59   | 68   | 110  |

## Экономика
В 2007 году среди 71 человек в трудоспособном возрасте (15—64 лет) 57 были экономически активными, 14 — неактивными (показатель активности — 80,3 %, в 1999 году было 40,5 %). Из 57 активных работал 51 человек (32 мужчины и 19 женщин), безработных было 6 (3 мужчины и 3 женщины). Среди 14 неактивных 5 человек были учениками или студентами, 2 — пенсионерами, 7 были неактивными по другим причинам.